# تريفور بينتر
تريفور بينتر (بالإنجليزية: Trevor Painter)‏ هو لاعب كرة قدم بريطاني في مركز الدفاع، ولد في 2 يوليو 1949 في نورتش في المملكة المتحدة، وتوفي في 9 أبريل 2012 في Drayton, Norfolk ‏ في المملكة المتحدة. لعب مع كولتشستر يونايتد ونادي كينغز لين ونورويتش سيتي.